# Tianhe-I
Tianhe-I of Tianhe-1 of TH-1 (pinyin: Tiānhé yīhào) of in het Nederlands "Melkweg" of "Rivier aan de hemel" is een supercomputer van het National Supercomputing Center in Tianjin in China. Het is een van de weinige petaFLOP-supercomputers in de wereld.
In oktober 2010 stak een bijgewerkte versie van de machine (Tianhe-1A) de Cray XT5 Jaguar van het Oak Ridge National Laboratory (ORNL) voorbij als de snelste supercomputer ter wereld, met een piek van 2,507 petaflops.
Zowel de oorspronkelijke Tianhe-1 als de Tianhe-1A gebruiken Linux als besturingssysteem.

## Achtergrond

### Tianhe-1
Tianhe-1 werd ontwikkeld door het Chinese National University of Defense Technology (NUDT) in Changsha, Hunan. Hij werd voor het eerst aan het publiek getoond op 29 oktober 2009, en werd onmiddellijk gerangschikt als nummer 5 op de lijst van snelste supercomputers van de Supercomputing Conference in 2009 (SC09) gehouden in Portland, Oregon. Tianhe haalde 563 teraflops in zijn eerste test en een piek van 1,2 petaflops. Het systeem had bij het opstarten dus een efficiëntie van 46%. Oorspronkelijk bestond Tianhe-1 uit 4.096 Intel Xeon E5540-processoren en 1.024 Intel Xeon E5450-processoren, met 5.120 AMD-GPU's.

### Tianhe-1A
In oktober 2010 werd Tianhe-1A onthuld op HPC 2010 China. Hij heeft nu 14.336 Xeon X5670-processoren en 7.168 Nvidia Tesla M2050-GPU's.
Tianhe-1A heeft een theoretische piek van 4,701 petaflops. Het huidige systeem verbruikt 4,04 megawatt.
De supercomputer wordt gebruikt aan het National Supercomputing Center in Tianjin voor berekeningen in het domein van petroleumexploratie en vluchtsimulaties.